# 닛몰캐쉬
닛몰캐쉬(본명: 차청일, 1997년 8월 10일~)는 대한민국의 크리에이터이다. 틱톡과 유튜브 등에서 활동을 하고 있다.

## 생애
인천에 위치한 작전고등학교를 졸업했으며 크리에이터 활동을 하기 이전에는 백댄서 활동을 했던 것으로 알려졌다.
틱톡, 유튜브 통해 중국풍의 숏츠를 제작해 화제를 모았다.
2024년 2월, 다나카와 함께 ASMRZ를 결성하였으며 앨범 잘자요 아가씨를 발매하였다. 2024년 5월 14일에 방송된 더 쇼를 통해 음악방송 무대에 올랐다.